# Myriem Roussel
Pour les articles homonymes, voir Roussel.
Myriem Roussel est une actrice française née à Rabat (Maroc) le 26 décembre 1961.

## Filmographie

### Cinéma
- 1982 : Passion de Jean-Luc Godard : Myriem
- 1983 : Prénom Carmen de Jean-Luc Godard : Claire
- 1983 : Petites notes a propos du film Je vous salue, Marie de Jean-Luc Godard : Marie
- 1984 : Oiseau de sang (court-métrage) de Frédéric Rippert
- 1985 : Je vous salue, Marie de Jean-Luc Godard : Marie
- 1985 : Tristesse et Beauté de Joy Fleury : Prudence
- 1986 : Bleu comme l'enfer d'Yves Boisset : Lily
- 1987 : La monaca di Monza (it) de Luciano Odorisio : Sœur Virginia Maria de Leyva
- 1988 : Le Piège de Venus (de) (Die Venusfalle) de Robert van Ackeren : Marie
- 1990 : Lily veut qu'on l'aime (court-métrage) d'Anne Roussel : Lily
- 1992 : L'Œil qui ment de Raoul Ruiz : la vierge des imitations
- 1993 : Total (court-métrage) d'Hervé Nisic : l'héroïne
- 1994 : Les Patriotes d'Éric Rochant
- 1995 : Au petit Marguery de Laurent Bénégui : la Suissesse
- 1995 : 75 centilitres de prière (court-métrage) de Jacques Maillot : Claire
- 1995 : Je te quitte (court-métrage) d'Anne Roussel : Lili
- 1996 : Jeunes gens de Pierre-Loup Rajot : Lucie
- 2001 : Ombilical (court-métrage) de Nicolas Klein : la mère d'Olivier

### Télévision
- 1988 : Carte de presse (Série TV) : Nicky
- 1990 : La Tenaille (Téléfilm) : Vera Bergmann
- 1992 : La Misère des riches (Série TV) : Sandra Leclerc
- 1994 : Jules (Téléfilm) : Justine
- 1997 : Maître Da Costa (Série TV) : Victoire Vendome
- 1997 : Le grand Batre (Téléfilm) : Alix Aldebert
- 2000 : La crim' (Série TV) : Hélène Chevalier
- 2002 : Avocats & associés (Série TV) : Delphine Bardin
- 2002 : La vie devant nous (Série TV) : La mère de Barthe / Marie Berger / Marie
- 2008 : Diane, femme flic (Série TV) : Barbara